# Луппедубрау
Луппедубрау или Лу́пянска-Ду́бравка (нем. Luppedubrau; в.-луж. Łupjanska Dubrawkaо файле) — деревня в Верхней Лужице, Германия. Входит в состав коммуны Радибор района Баутцен в земле Саксония. Подчиняется административному округу Дрезден.
Соседние населённые пункты: на юго-востоке — деревня Лупой и на западе — деревня Голешовская Дубравка коммуны Нешвиц.

## История
Впервые упоминается в 1419 году под наименованием Dubraw zichardi. Была фольфарком землевладельца из деревни Лупой. Современное наименование носит с 1875 года.
С 1994 года входит в состав современной коммуны Радибор.
В настоящее время деревня входит в состав культурно-территориальной автономии «Лужицкая поселенческая область», на территории которой действуют законодательные акты земель Саксонии и Бранденбурга, содействующие сохранению лужицких языков и культуры лужичан.
Исторические наименования
- Dubraw zichardi, 1419
- Cudubrau, 1500
- Luppsch Dubrau, 1756
- Luppsche Dubraucke, 1759
- Dubrau, 1789
- Luppisch-Dubrau, 1836
- Luppedubrau, 1875

## Население
Официальным языком в населённом пункте, помимо немецкого, является также верхнелужицкий язык.
Согласно статистическому сочинению «Dodawki k statisticy a etnografiji łužickich Serbow» Арношта Муки в 1884 году проживало 79 человек (из них — 70 серболужичан (88 %)).
| 1834 | 1871 | 1890 | 2011 | 2016 |
| ---- | ---- | ---- | ---- | ---- |
| 59   | 66   | 70   | 70   | 65   |

## Достопримечательности
Памятники культуры и истории земли Саксония
- Wegestein, XIX век (№ 09253200)